# Cupido kalawarus
Cupido kalawarus är en fjärilsart som beskrevs av Ribbe 1926. Cupido kalawarus ingår i släktet Cupido och familjen juvelvingar. Inga underarter finns listade i Catalogue of Life.